# Rothia turlini
Rothia turlini là một loài bướm đêm trong họ Noctuidae.